# Abe (película)
Abe es una película estadounidense-brasileña de comedia y drama de 2019, dirigida por Fernando Grostein Andrade, que a su vez la escribió junto a Thomaz Souto Correa, Lameece Issaq, Jacob Kader y Christopher Vogler, musicalizada por Gui Amabis, en la fotografía estuvo Blasco Giurato, Frico Guimaraes y André Modugno, los protagonistas son Noah Schnapp, Seu Jorge y Dagmara Dominczyk, entre otros. El filme fue realizado por Spray Filmes y Gullane, se estrenó el 26 de enero de 2019.

## Sinopsis
Abe, un chico de 12 años de Brooklyn, prepara comida para juntarse con su familia, mitad israelí y mitad palestina, aunque nada sucede como había pensado.